# Leucoloma tortellum
Leucoloma tortellum är en bladmossart som beskrevs av Georg Friedrich von Jaeger 1872. Leucoloma tortellum ingår i släktet Leucoloma och familjen Dicranaceae. Inga underarter finns listade i Catalogue of Life.